# Juno Chasma
Lo Juno Chasma è una formazione geologica della superficie di Venere.
Prende il nome da Giunone, dea romana del cielo, consorte di Giove.